# Chacabuco (tỉnh)

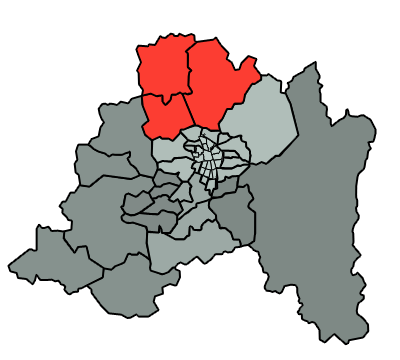
Bản đồ tỉnh Chacabuco trong Vùng đô thị Santiago

Tỉnh Chacabuco là một tỉnh trong Vùng đô thị Santiago, Chile. Tỉnh này nằm ở phía bắc của tỉnh Santiago. Tỉnh Chacabuco có diện tích 5.615 km² và dân số theo điều tra năm 2002 là 132.798 người, trong đó có 99.201 thị dân và 33.597 nông dân. Tỉnh này bao gồm các đô thị (comuna):
- Colina, thủ phủ, dân số 77.815
- Lampa: dân số 40.228
- Til-Til: dân số 14.755

Tỉnh trưởng là Iván Torres Laureda.